# Грозный Вавила и тётка Арина
«Грозный Вавила и тётка Арина» — советский немой мультипликационный фильм, снятый Николаем Ходатаевым и его сестрой Ольгой Ходатаевой в 1928 году.

## История создания
В 1920-х годах большевики считали женскую эмансипацию одним из главных направлений политической деятельности. Образ новой советской женщины пропагандировали в литературе и кинематографе. Тогда же жительницы СССР начали осваивать профессии, которые раньше считались исключительно мужскими. Часть из них была связана с кинопроизводством: художник-мультипликатор, оператор, режиссёр. Короткометражный анимационный фильм «Грозный Вавила и тетка Арина» — над ним, помимо режиссёра Николая Ходатаева, работали три женщины-мультипликатора: Ольга Ходатаева, сестры Валентина и Зинаида Брумберг. Главной героиней рисованной короткометражки стала сельская женщина Арина. Однажды 8 марта все вещи в её доме взбунтовались и стали мешать повседневной работе. Поэтому Арине пришлось оставить все дела и пойти в клуб на женское собрание. А сурового мужа Вавилу, который пытался ей помешать, остановила ожившая кочерга.

## Сюжет
В мультфильме рассказывается о Всемирном женском дне — 8 марта. В этот день, как правило, мужчины берут на себя все обязанности по дому и хозяйству, которые ежедневно выполняют их жены. Но грозный Вавила, супруг Арины, не захотел с этим мириться, за что и получил по заслугам вместе с соседом от кочерги и ухвата. Женщины решили организовать кооператив, на заседание которого Арина вышла, несмотря на протест мужа. Мораль такова, что женщине нужно дать свободу и отдых от повседневных хлопот.

## Съёмочная группа
- Авторы сценария — Николай Ходатаев, Ольга Ходатаева.
- Режиссёры — Николай Ходатаев, Ольга Ходатаева.
- Мультипликаторы — Валентина Брумберг, Зинаида Брумберг.